# GODIEGO SINGLES
『GODIEGO SINGLES』（ゴダイゴ・シングルズ）は、2011年11月16日に発売されたゴダイゴのベスト・アルバム。

## 解説
- 『GODIEGO SINGLES VOL.1 -SIDE A SELECTION-』と『GODIEGO SINGLES VOL.2 -SIDE B SELECTION-』の2種類があり、品番は『VOL.1』がCOKM-31144、『VOL.2』がCOKM-31145
- ゴダイゴ結成35周年を記念して、『GODIEGO 35TH ANNIVERSARY SELECTION』とともに、配信限定で発売された。また同時にゴダイゴのオリジナル・アルバムとライヴ・アルバムすべてと『GODIEGO GREAT BEST』がともに配信開始された[1]。
- ジャケットの色は、『VOL.1』が赤色で、『VOL.2』が青色。
- 『僕のサラダガール』から『JAVA WA JAVA 〜IN THE BOOK OF GODIEGO〜』までの21シングル曲の、A面曲が『VOL.1』、B面曲が『VOL.2』にそれぞれ収録されている。
- 『MONKEY MAGIC 2006』以降のシングル曲は、従前より配信されており、これで事実上ゴダイゴの全シングル・全アルバム曲が配信されたことになる。
- このアルバムで初デジタル化となる曲も収録されている。

## 収録曲
GODIEGO SINGLES VOL.1 -SIDE A SELECTION-
1. SALAD GIRL（僕のサラダ・ガール）
  - 作詞:奈良橋陽子　作曲:タケカワユキヒデ　編曲:ミッキー吉野
2. BUBBY（いろはの”い”）
  - 作曲:ミッキー吉野　編曲:ゴダイゴ
3. SYMFONICA（シンフォニカ）
  - 作詞:奈良橋陽子　作曲:タケカワユキヒデ　編曲:ミッキー吉野
4. CHERRIES WERE MADE FOR EATING（君は恋のチェリー）
  - 作詞:H.E.R BARNES　作曲・編曲:ミッキー吉野
5. MIRAGE（ミラージュのテーマ）
  - 作詞:奈良橋陽子　作曲:タケカワユキヒデ　編曲:ミッキー吉野
6. ガンダーラ（GANDHARA）
  - 作詞:奈良橋陽子、山上路夫　作曲:タケカワユキヒデ　編曲:ミッキー吉野
7. MONKEY MAGIC（モンキー・マジック）
  - 作詞:奈良橋陽子　作曲:タケカワユキヒデ　編曲:ミッキー吉野
8. ビューティフル・ネーム（EVERY CHILD HAS A BEAUTIFUL NAME）
  - 作詞:奈良橋陽子、伊藤アキラ　作曲:タケカワユキヒデ　編曲:ミッキー吉野
    - 初発のシングルとは異なり、エンディングがフェード・アウトしないヴァージョンが収録されている。
9. WHERE'LL WE GO FROM NOW（はるかな旅へ）
  - 作詞:奈良橋陽子　作曲:タケカワユキヒデ　編曲:ミッキー吉野
10. 銀河鉄道999（THE GALAXY EXPRESS 999）
  - 作詞:奈良橋陽子、山川啓介　作曲:タケカワユキヒデ　編曲:ミッキー吉野
11. ホーリー&ブライト（HOLY AND BRIGHT）
  - 作詞:奈良橋陽子、山上路夫　作曲:タケカワユキヒデ　編曲:ミッキー吉野
12. リターン・トゥ・アフリカ（RETURN TO AFRICA）
  - 作詞:奈良橋陽子、山上路夫　作曲:タケカワユキヒデ　編曲:ミッキー吉野
13. ポートピア（PORTOPIA）
  - 作詞:奈良橋陽子、伊藤アキラ、百田直裕　作曲:タケカワユキヒデ　編曲:ミッキー吉野
14. (カミング・トゥゲザー・イン・)カトマンズ（COMING TOGETHER IN KATHMANDU）
  - 作詞:奈良橋陽子、松本隆　作曲:タケカワユキヒデ　編曲:ミッキー吉野
15. アフター・ザ・レイン（AFTER THE RAIN）
  - 作詞:奈良橋陽子、山川啓介　作曲:タケカワユキヒデ　編曲:ミッキー吉野
16. ナマステ（NAMASTE）
  - 作詞:奈良橋陽子、山川啓介　作曲:タケカワユキヒデ　編曲:ミッキー吉野
17. 愛の3イヤーズ（THREE YEARS OF LOVE）
  - 作詞:H.E.R BARNES、山川啓介　作曲:タケカワユキヒデ　編曲:ミッキー吉野
18. ザ・サンライズ（THE SUNRISE）
  - 作詞:WILL WILLIAMS、山上路夫　作曲:タケカワユキヒデ　編曲:ミッキー吉野
19. 魔法のあかり（LET IT BURN）
  - 作詞:WILL WILLIAMS、山上路夫　作曲:タケカワユキヒデ　編曲:ミッキー吉野
20. CARRY LOVE（キャリー・ラヴ）
  - 作詞:奈良橋陽子　作曲:タケカワユキヒデ　編曲:ミッキー吉野
21. ジャヴァ・ワ・ジャヴァ～イン・ザ・ブック・オブ・ゴダイゴ～（JAVA WA JAVA 〜IN THE BOOK OF GODIEGO〜）
  - 作詞:山上路夫　作曲:タケカワユキヒデ　編曲:ミッキー吉野

GODIEGO SINGLES VOL.2 -SIDE B SELECTION-
1. YELLOW CENTER LINE（イエロー・センター・ライン）
  - 作詞:奈良橋陽子　作曲:タケカワユキヒデ　編曲:ミッキー吉野
2. SCREAMING CITY（警察のテーマ(都会の叫び)）
  - 作曲:TONY HATCH　編曲:ミッキー吉野
3. NOW YOUR DAYS（ナウ・ユア・デイズ）
  - 作詞:奈良橋陽子　作曲:タケカワユキヒデ　編曲:ミッキー吉野
    - 「ナウ・ユア・デイズ」のシングル・ヴァージョンはこれまで一度もデジタル化されておらず、今回が初デジタル化となった。
4. YES, I THANK YOU（イエス、アイ・サンキュー）
  - 作詞:TOMMY SNYDER　作曲・編曲:ミッキー吉野
5. WATER MARGIN（水滸伝のテーマ）
  - 作詞:水木かおる、奈良橋陽子　作曲:佐藤勝　編曲:ミッキー吉野
6. CELEBTATION（セレブレイション）
  - 作詞:奈良橋陽子　作曲:タケカワユキヒデ　編曲:ミッキー吉野
7. A FOOL!（ア・フール！）
  - 作詞:奈良橋陽子　作曲:タケカワユキヒデ　編曲:ミッキー吉野
8. EVERY CHILD HAS A BEAUTIFUL NAME（ビューティフル・ネーム）
  - 作詞:奈良橋陽子　作曲:タケカワユキヒデ　編曲:ミッキー吉野
9. TRY TO WAKE UP TO A MORNING（トライ・トゥ・ウェイク・アップ・トゥ・ア・モーニング）
  - 作詞:奈良橋陽子　作曲・編曲:ミッキー吉野
10. テイキング・オフ！（TAKING OFF!）
  - 作詞:奈良橋陽子、山川啓介　作曲:タケカワユキヒデ　編曲:ミッキー吉野
11. HOLY AND BRIGHT（ホーリー&ブライト）
  - 作詞:奈良橋陽子　作曲:タケカワユキヒデ　編曲:ミッキー吉野
12. SIGHTS AND SOUNDS（サイツ&サウンズ）
  - 作詞:奈良橋陽子　作曲:タケカワユキヒデ　編曲:ミッキー吉野
13. ア・グッド・デイ（A GOOD DAY）
  - 作詞:奈良橋陽子、山川啓介　作曲:タケカワユキヒデ　編曲:ミッキー吉野
14. COMING TOGETHER IN KATHMANDU（(カミング・トゥゲザー・イン・)カトマンズ）
  - 作詞:奈良橋陽子　作曲:タケカワユキヒデ　編曲:ミッキー吉野
    - 初発のシングルとは異なり、アルバム『KATHMANDU』収録のミックスが異なるヴァージョンが収録されている。2019年現在英語版のシングル・ヴァージョンがデジタル化されていない。
15. NEW YORK, NEW YORK（ニューヨーク、ニューヨーク）
  - 作詞:奈良橋陽子、山川啓介　作曲:タケカワユキヒデ　編曲:ミッキー吉野
16. NAMASTE（ナマステ）
  - 作詞:奈良橋陽子　作曲:タケカワユキヒデ　編曲:ミッキー吉野
17. ナッシング（NOTHING）
  - 作詞:WILL WILLIAMS、伊藤アキラ　作曲:タケカワユキヒデ　編曲:ミッキー吉野
18. RETURN TO AFRICA（リターン・トゥ・アフリカ）
  - 作詞:奈良橋陽子　作曲:タケカワユキヒデ　編曲:ミッキー吉野
19. アラジンのランプ（GENIE OF THE LAMP）
  - 作詞:WILL WILLIAMS、山上路夫　作曲:タケカワユキヒデ　編曲:ミッキー吉野
20. FOLLOW（フォロー）
  - 作詞:奈良橋陽子　作曲:タケカワユキヒデ　編曲:ミッキー吉野
21. ゲイトウェイ・トゥ・ザ・ドラゴン（GATEWAY TO THE DRAGON ~NEW BEAT~）
  - 作詞・作曲・編曲:ミッキー吉野